# 고토 료
고토 료(일본어: 後藤 涼, 1986년 8월 25일 ~ )는 일본의 전 축구 선수이다.

## 구단 경력
과거 더스파구사쓰 군마에서 활동하였다.